# Списак премијера Индије
Премијер Индије је председник Владе Индије. У парламентарном систему Индије, Устав означава председника као шефа државе de jure, али његова de facto извршна овлашћења су у рукама премијера и Савета министара. Поставља га председник коме премијер полаже заклетву. Премијер је обично вођа партије или савеза који има већину у Лок сабхи, доњем дому Парламента Индије.
Од 1947, Индија је имала 14 премијера, 15 укључујући Гулзарилала Нанду који је двапут био вршилац дужности премијера. Први премијер је био Џавахарлал Нехру из Индијског националног конгреса, који је ступио на дужност 15. августа 1947, када је Индија стекла независнот од Британије. Нехру је био на дужности до своје смрти у мају 1964, и до данас је премијер са најдужим мандатом у историји Индије. Наследио га је колега из Конгреса, Лал Бахадур Шастри, чији мандат је трајао 19 месеци и окончао се његовом смрћу. Нехруова ћерка, Индира Ганди, је наследила Шастрија 1966, и постала прва и до сада једина жена премијер Индије. Једанаест година касније, изгубила је власт на изборима у корист партије Џаната, чији вођа Морарџи Десаи је постао први премијер који није био из редова Конгреса. Након што је он дао оставку 1979, његов претходни заменик Чаран Синг је кратко био на дужности док Индира Ганди није поново освојила власт на изборима шест месеци касније. Њен други мандат на месту премијера је окончан пет година касније, 31. октобра 1984, када су на њу извршили атентат њени телохранитељи. Њен син, Раџив Ганди, је затим преузео власт као најмлађи премијер Индије, и трећи премијер из исте породице. Чланови породице Нехру-Ганди су били на положају премијера укупно 37 година и 303 дана.
Раџивов петогодишњи мандат је окончан када је 1989. његов бивши колега из кабинета, Вишванат Пратап Синг из партије Џаната Дал, формирао коалициону владу Националног фронта која је трајала годину дана. Након тога је уследила седмомесечна владавина премијера Чандре Шекара, након чега се Конгрес вратио на власт, формиравши владу чији је председник био Нарасима Рао у јуну 1991. Након Раовог петогодишњег мандата су уследиле четири краткотрајне владе—премијера Атала Бихарија Ваџпајиа из партије Бхаратија Џаната (БЏП) која је трајала 16 дана током 1996, две владе Уједињеног фронта, које су трајале по годину дана свака, премијера Х. Д. Деве Говде и премијера Индера Кумара Гуџрала, и поново влада премијера Ваџпајиа која је трајала 19 месеци током 1998–99. Током свог трећег мандата који је почео 1999, Ваџпаји је успео да своју владу Националног демократског савеза (НДА) одржи тококм пуног петогодишњег мандата, што је било први пут да неки савез осим Конгреса успе да испуни цео мандат. Ваџпајиа је наследио Манмохан Синг, чија је влада Уједињеног напредног савеза, владала Индијом током 10 година од 2004. до 2014. Тренутни премијер Индије је Нарендра Моди који председава НДА владом у којој главну реч води БЏП од 26. маја 2014, што је први пут да нека странка у Индији осим Конгреса има једнопартијску већинску владу.

## Легенда
| Боје које представљају партију којој премијер припада - Партија Бхаратија Џаната - Индијски национални конгрес односи се на Индијски национални конгрес (И) у периоду од 1977. до 1996. - Џаната дал - Партија Џаната - Партија Џаната (секуларна) - Партија Самаџвади Џаната | Остале ознаке - Бр.: Редни број - † убијен или умро на дужности - § вратио се на положај након претходног мандата - ОСТ дао оставку - НП дао оставку после гласања о неповерењу |

## Премијери Индије
| Бр.  | Слика                   | Име (рођен-умро)                                | партија (савез)    | партија (савез)                   | Изборна јединица                     | Мандат              | Мандат                 | Мандат              | Постављен од стране  | Лок сабха               |
| ---- | ----------------------- | ----------------------------------------------- | ------------------ | --------------------------------- | ------------------------------------ | ------------------- | ---------------------- | ------------------- | -------------------- | ----------------------- |
| 1    | Џавахарлал Нехру        | Џавахарлал Нехру (1889–1964)                    |                    | Индијски национални конгрес       | Пулпур, Утар Прадеш                  | 15. август 1947.    | 15. април 1952.        | 16 година, 286 дана | Лорд Маунтбатен      | Конститутивна скупштина |
| 1    | Џавахарлал Нехру        | Џавахарлал Нехру (1889–1964)                    | 15. април 1952.    | Индијски национални конгрес       | Пулпур, Утар Прадеш                  | 17. април 1957.     | Раџендра Прасад        | 16 година, 286 дана | 1.                   |                         |
| 1    | Џавахарлал Нехру        | Џавахарлал Нехру (1889–1964)                    | 17. април 1957.    | Индијски национални конгрес       | Пулпур, Утар Прадеш                  | 2. април 1962.      | Раџендра Прасад        | 16 година, 286 дана | 2.                   |                         |
| 1    | Џавахарлал Нехру        | Џавахарлал Нехру (1889–1964)                    | 2. април 1962.     | Индијски национални конгрес       | Пулпур, Утар Прадеш                  | 27. мај 1964.[†]    | Раџендра Прасад        | 16 година, 286 дана | 3.                   |                         |
| -    | Гулзарилал Нанда        | Гулзарилал Нанда (вршилац дужности) (1898–1998) |                    | Индијски национални конгрес       | Сабарканта, Гуџарат                  | 27. мај 1964.       | 9. јун 1964.           | 13 дана             | 3.                   | Сарвепали Радхакришнан  |
| 2    | Лал Бахадур Шастри      | Лал Бахадур Шастри (1904–1966)                  |                    | Индијски национални конгрес       | Алахабад, Утар Прадеш                | 9. јун 1964.        | 11. јануар 1966.[†]    | 1 година, 216 дана  | 3.                   | Сарвепали Радхакришнан  |
| -    | Гулзарилал нанда        | Гулзарилал Нанда (вршилац дужности) (1898–1998) |                    | Индијски национални конгрес       | Сабарканта, Гуџарат                  | 11. јануар 1966.    | 24. јануар 1966.       | 13 дана             | 3.                   | Сарвепали Радхакришнан  |
| 3    |                         | Индира Ганди (1917–1984)                        |                    | Индијски национални конгрес       | посланик Раџја сабхе из Утар Прадеша | 24. јануар 1966.    | 4. март 1967.          | 11 година, 59 дана  | 3.                   | Сарвепали Радхакришнан  |
| 3    | Рае Барели, Утар Прадеш | Индира Ганди (1917–1984)                        | 4. март 1967.      | Индијски национални конгрес       | 15. март 1971.                       | 4.                  |                        | 11 година, 59 дана  |                      | Сарвепали Радхакришнан  |
| 3    | Рае Барели, Утар Прадеш | Индира Ганди (1917–1984)                        | 15. март 1971.     | Индијски национални конгрес       | 24. март 1977.                       | В. В. Гири          | 5.                     | 11 година, 59 дана  |                      |                         |
| 4    | Морарџи Десаи           | Морарџи Десаи (1896–1995)                       |                    | Партија Џаната                    | Сурат, Гуџарат                       | 24. март 1977.      | 28. јул 1979.[ОСТ]     | 2 године, 126 дана  | Б. Д. Џати           | 6.                      |
| 5    | Чаран Синг              | Чаран Синг (1902–1987)                          |                    | Партија Џаната (секуларна) са ИНК | Багпат, Утар Прадеш                  | 28. јул 1979.       | 14. јануар 1980.[ОСТ]  | 170 дана            | Нилам Санџива Реди   | 6.                      |
| (3)  |                         | Индира Ганди (1917–1984)                        |                    | Индијски национални конгрес (И)   | Медак, Андра Прадеш                  | 14. јануар 1980.[§] | 31. октобар 1984.[†]   | 4 године, 291 дан   | Нилам Санџива Реди   | 7.                      |
| 6    | Раџив Ганди             | Раџив Ганди (1944–1991)                         |                    | Индијски национални конгрес (И)   | Амети, Утар Прадеш                   | 31. октобар 1984.   | 31. децембар 1984.     | 5 година, 32 дана   | Заил Синг            | 7.                      |
| 6    | Раџив Ганди             | Раџив Ганди (1944–1991)                         | 31. децембар 1984. | Индијски национални конгрес (И)   | Амети, Утар Прадеш                   | 2. децембар 1989.   | 8.                     | 5 година, 32 дана   | Заил Синг            |                         |
| 7    | В.П. Синг               | Вишванат Пратап Синг (1931–2008)                |                    | Џаната дал (Национални фронт)     | Фатехпур, Утар Прадеш                | 2. децембар 1989.   | 10. новембар 1990.[НП] | 343 дана            | Р. Венкатараман      | 9.                      |
| 8    | Чандра Шекар            | Чандра Шекар (1927–2007)                        |                    | Партија Самаџвади Џаната са ИНК   | Балија, Утар Прадеш                  | 10. новембар 1990.  | 21. јун 1991.          | 223 дана            | Р. Венкатараман      | 9.                      |
| 9    |                         | Нарасима Рао (1921–2004)                        |                    | Индијски национални конгрес (И)   | Нандјал, Андра Прадеш                | 21. јун 1991.       | 16. мај 1996.          | 4 године, 330 дана  | Р. Венкатараман      | 10.                     |
| 10   | Атал Бихари Ваџпаји     | Атал Бихари Ваџпаји (1924–2018)                 |                    | Партија Бхаратија Џаната          | Лакноу, Утар Прадеш                  | 16. мај 1996.       | 1. јун 1996.[ОСТ]      | 16 дана             | Шанкар Дајал Шарма   | 11.                     |
| 11   | Х.Д. Деве Говда         | Х. Д. Деве Говда (1933–)                        |                    | Џаната дал (Уједињени фронт)      | посланик Раџја сабхе из Карнатаке    | 1. јун 1996.        | 21. април 1997.[ОСТ]   | 324 дана            | Шанкар Дајал Шарма   | 11.                     |
| 12   | И.К. Гуџрал             | Индер Кумар Гуџрал (1919–2012)                  |                    | Џаната дал (Уједињени фронт)      | посланик Раџја сабхе из Бихара       | 21. април 1997.     | 19. март 1998.         | 332 дана            | Шанкар Дајал Шарма   | 11.                     |
| (10) | Атал Бихари Ваџпаји     | Атал Бихари Ваџпаји (1924-2018)                 |                    | Партија Бхаратија Џаната (НДС)    | Лакноу, Утар Прадеш                  | 19. март 1998.[§]   | 10. октобар 1999.      | 6 година, 64 дана   | К. Р. Нарајанан      | 12.                     |
| (10) | Атал Бихари Ваџпаји     | Атал Бихари Ваџпаји (1924-2018)                 | 10. октобар 1999.  | Партија Бхаратија Џаната (НДС)    | Лакноу, Утар Прадеш                  | 22. мај 2004.       | 13.                    | 6 година, 64 дана   | К. Р. Нарајанан      |                         |
| 13   | Манмохан Синг           | Манмохан Синг (1932–2024)                       |                    | Индијски национални конгрес (УДС) | посланик Раџја сабхе из Асама        | 22. мај 2004.       | 22. мај 2009.          | 10 година, 4 дана   | А. П. Ј. Абдул Калам | 14.                     |
| 13   | Манмохан Синг           | Манмохан Синг (1932–2024)                       | 22. мај 2009.      | Индијски национални конгрес (УДС) | посланик Раџја сабхе из Асама        | 26. мај 2014.       | Пратиба Патил          | 10 година, 4 дана   | 15.                  |                         |
| 14   | Нарендра Моди           | Нарендра Моди (1950–)                           |                    | Партија Бхаратија Џаната (НДС)    | Варанаси, Утар Прадеш                | 26. мај 2014.       | 30. мај 2019.          | 11 година, 28 дана  | Пранаб Мукерџи       | 16.                     |
| 14   | Нарендра Моди           | Нарендра Моди (1950–)                           | 30. мај 2019.      | Партија Бхаратија Џаната (НДС)    | Варанаси, Утар Прадеш                | на дужности         | Рам Нат Ковинд         | 11 година, 28 дана  | 17.                  |                         |

редослед

## Фусноте
- †  убијен или умро на дужности
- §  вратио се на положај након претходног мандата
- ОСТ  дао оставку
- НП  дао оставку после гласања о неповерењу